# Ichneumon cannoni
Ichneumon cannoni är en stekelart som beskrevs av Cockerell 1910. Ichneumon cannoni ingår i släktet Ichneumon och familjen brokparasitsteklar. Inga underarter finns listade i Catalogue of Life.